# Osu!
Osu! (estilizado como osu!) es un videojuego de ritmo gratuito desarrollado, publicado y creado principalmente por el australiano Dean Lewis "peppy" Herbert, escrito en C# en el framework .NET. Lanzado originalmente para Microsoft Windows el 16 de septiembre de 2007, el juego también se ha adaptado a macOS, Linux, Android e iOS gracias a osu!(lazer). Su modo de juego está inspirado en otros videojuegos de ritmo, incluido Osu! Tatakae! Ouendan, Taiko no Tatsujin, Happy Feet, Beatmania IIDX, Elite Beat Agents, O2Jam, StepMania , DJMax y Doraemon Story of Season. El juego está fuertemente orientado a la comunidad, con todos los mapas de ritmos, las canciones jugables, creadas por la comunidad a través del editor del videojuego.

## Jugabilidad
Existen cuatro modos de juego diferentes, que ofrecen varias formas de jugar un mapa de ritmos que se pueden combinar con mods que se pueden agregar, aumentando o disminuyendo la dificultad. El modo estándar original de osu! sigue siendo el más popular hasta la fecha y, a partir de enero de 2025, el juego tiene más de 24 762 000 usuarios registrados.
El modo principal consiste en rastrear un objetivo en pantalla con un mouse o trackpad y luego presionar con precisión un par de teclas al tiempo con las indicaciones y la música. Estas indicaciones pueden ser una línea para trazar, puntos para golpear, ruedas giratorias para girar y otros patrones más complejos.

## Otros modos de juego

### osu!mania
osu!mania es un modo de juego de ritmo de desplazamiento vertical (VSRG) diseñado como un simulador de piano. Fue desarrollado e implementado por woc2006 con el apoyo y seguimiento de peppy. Tomó inspiración de distintos juegos como Dance Dance Revolution, Stepmania, Beatmania IIDX, DJMAX, etc.
La jugabilidad consiste en notas cayendo (generalmente y por defecto) desde la parte superior de la pantalla hasta la parte inferior donde se ubica la zona de juicio. El jugador debe de apretar las teclas designadas a cada fila justo cuando la nota se ubica en la zona de juicio.
Aunque el modo de juego fue originalmente hecho como una imitación del estilo de juego de Beatmania IIDX, osu!mania permite que se cambie el número de teclas o que se pueda poner el camino por donde vienen las notas de manera vertical (esto significa que puedes hacer que tenga un estilo como Guitar Hero (5 teclas). como Dance Dance Revolution [4 teclas], como O2Jam (7 teclas) y así con otros juegos similares).

### osu!catch
osu!catch Anteriormente conocido como Catch The Beat es el tercer modo de juego de osu!. A diferencia de los otros modos, que se centran en hacer clics precisos y mantener ritmo con el teclado, osu!catch se juega utilizando solamente el teclado o un controlador de juego.
En osu!catch, el jugador controla a un personaje que se encuentra en la parte inferior de la pantalla, y su objetivo es atrapar las frutas que caen desde la parte superior de la pantalla al ritmo de la música.
El objetivo principal en osu!catch es obtener la máxima puntuación posible atrapando las frutas con precisión y en el momento correcto.

### osu!taiko
osu!taiko está inspirado en la saga "Taiko No Tatsujin" y es completamente (o casi) igual a la inspiración.
En osu!taiko, el jugador golpea notas que aparecen en la pantalla siguiendo el ritmo de la música. Las notas están representadas por círculos grandes, círculos pequeños, líneas, y colores.
El modo osu!taiko es conocido por ser uno de los modos más simples de osu! y es muy popular en la comunidad de jugadores. También se ha convertido en una disciplina competitiva, con eventos y torneos a nivel mundial.

## osu!lazer
osu!lazer es una versión reescrita del cliente original del videojuego y tiene como objetivo modernizar y mejorar el juego original. El proyecto sigue en desarrollo desde el 2017, la fecha de lanzamiento no se ve prevista porque todavía faltan funciones y arreglos de errores. Será completamente compatible con Android, Linux, MacOS y iOS, además será de código abierto.
osu!lazer será altamente personalizable, con opciones para personalizar la apariencia del juego, los sonidos y la interfaz de usuario. También tiene características de comunidad integradas, lo que permite a los jugadores crear y compartir sus propios niveles, y participar en torneos y eventos en línea.